# Edyta Popowicz
Edyta Popowicz (z domu Gosiniecka, ur. 26 stycznia 1913 w Zabrzu; zm. 17 grudnia 1993 w Katowicach) – była polska łyżwiarka figurowa, startująca w kategorii solistek.

## Kariera
W latach 1930–1935 reprezentowała klub Śląskie Towarzystwo Łyżwiarskie Katowice. Czterokrotnie - w latach 1932-35 - zdobyła tytuł indywidualnej mistrzyni Polski. Reprezentowała również Polskę na imprezach zagranicznych, w tym na Igrzyskach Słowiańskich, na których w 1932 roku zdobyła srebrny medal. Na zawodach międzynarodowych w 1934 roku w Zakopanem zajęła natomiast trzecie miejsce.
Prywatnie, żona działacza sportowego; Oktawiana Popowicza.